# Jonas Wyns
Jonas Wyns (Ekeren, 29 juni 1987) is een Vlaams acteur. Hij is de zoon van acteurs Luk Wyns en Mitta Van der Maat.
Jonas Wyns is voornamelijk bekend van zijn rol als Lionel Van Den Broecke in de komische televisieserie De Familie Backeljau. Die rol vertolkte hij van 1994 tot 1997. In 2000 speelde hij de rol van Konstantinopel Kiekeboe in de film Misstoestanden, naar het gelijknamige stripalbum van striptekenaar Merho. Verder sprak Wyns de stem van het personage Andy Davis uit de film Toy Story in en zorgde hij tevens voor de stemmen van Fred en George Wemel in alle Harry Potter-films.
Anno 2015 houdt Wyns zich achter de schermen bezig als geluidstechnicus en muzikant. De soundtrack van de serie Crimi Clowns werd gecomponeerd door Wyns, onder het pseudoniem Jonez. 
In 2014 kwamen de soundtracks "A Clown Like You" en "Honey Look" van de serie met bijbehorende videoclip uit op Youtube. Ook bekend onder zijn hand zijn de reclamespots voor de Doe-Het-Zelf keten Gamma en maakte hij de Theme Song voor de controversiële Gamma Kluspoezen reclame.
Wyns vertolkte de rol van Michael in de 4e aflevering van het 2e seizoen van Crimi Clowns.